# Konrad Wachsmann
Konrad Wachsmann (Francoforte sull'Oder, 16 maggio 1901 – Los Angeles, 26 novembre 1980) è stato un architetto tedesco naturalizzato statunitense.
Studiò dapprima presso la Scuola di Arti e Mestieri in Berlino e successivamente frequentò l'Accademia di Arte a Berlino, dove fu allievo di Heinrich Tessenow. 

Nel 1923 incontrò a Berlino Hans Poelzig, il quale esercitò una notevole influenza intellettuale.
Nel periodo 1926-1929 egli fu considerato l'architetto più esperto nella progettazione di edifici in legno in Europa.

Nel 1930 progettò la casa in legno per Albert Einstein, presso Caputh in Germania. Nell'ottobre del 1930 l'editore Ernst Wasmuth di Berlino pubblicò il suo libro Holzhausbau, considerato ormai un classico per la progettazione di edifici in legno.

Nel 1932 venne candidato al prestigioso "Premio Roma" indetto dall'Accademia Prussiana delle Arti. In tale occasione, prima di raggiungere Roma, ebbe modo di visitare le città di Vicenza, Padova, Venezia, Bologna, Siena e Assisi. 
Dopo il viaggio in Italia, iniziò un periodo travagliato e turbolento, che lo vide girovago e rifugiato in Francia e in Italia. Wachsmann riuscì a salvarsi dalla Gestapo, che lo inseguiva, grazie al visto di rifugiato politico ottenuto nel 1935 dagli Stati Uniti.

Qui egli partecipò, insieme a Walter Gropius, alla fondazione ed alla conduzione della prima industria semi-automatica per la prefabbricazione di elementi semilavorati in legno destinati all'industria delle costruzioni: General Panel Corporation.
 
Successivamente, dopo essersi trasferito nell'Illinois, la sua proficua collaborazione con Walter Gropius si rafforzò.
Nel 1950 divenne docente di progettazione e direttore dell'Institute of Technology di Chicago. Fu uno dei pionieri della prefabbricazione, con numerosi esperimenti al suo attivo per ricercare il modulo di base adatto a tutte le esigenze costruttrici, in modo da poter essere configurato in combinazione con altri moduli e composto da materiali che ne agevolino la produzione di massa.
Secondo il suo stile il compito dell'architetto, da lui denominato universal planner, è proprio di coordinare, pianificare e inserire l'uno nell'altro i moduli base per la composizione delle costruzioni, combinando l'appropriata tecnologia nella costruzione dei moduli stessi con la creatività nell'inserirli e comporli.
Nella continua ricerca di nuove forme nello spazio e nuove dimensioni per i suoi moduli-base, Wachsmann può essere paragonato all'ingegnere e architetto Buckminster Fuller, che ha adoperato con successo strutture tubolari di varissimo genere, fra le quali la più famosa è il fullerene che porta il suo nome.

## Progetti
- Casa per la convalescenza dei bambini, Spremberg, (1926 ?)
- Spogliatoio con copertura per campi da tennis, Berlino, 1927
- Ostello, Riesengebirge, 1928
- Edificio per l'Autorità del trasporto pubblico, Berlino, 1928
- Istituto per le scienze della terra, Ratibor, 1929
- Casa per Albert Einstein, Caputh, 1930